# Douglas Pipes
Douglas Pipes (* 27. září 1962) je americký filmový hudební skladatel. Mezi jeho největší úspěchy patří hudba k filmu V tom domě straší (Monster House) z roku 2006. Jeho úchvatné skladby by se daly porovnat s hudbou skladatele k akčním filmům Alana Silvestriho nebo Michaela Giacchina, J. A. C. Redforda či Joela McNeelyho. Díky setkání s Gilem Kenanem se stal profesionálním hudebním skladatelem, složil totiž skvělý hudební doprovod k jeho krátkému filmu The Lark.
Vyrůstal v Anheimu poblíž Disneylandu. Hrával v několika skupinách v Orange County v Kalifornii, jako například Wahdels, The Instigators či Pipes & Drums.
Poslední větší práce na hudbě byla k filmu Halloweenská noc (2007).